# Dahlia ochracea
Dahlia ochracea är en fjärilsart som beskrevs av Bethune-Baker 1906. Dahlia ochracea ingår i släktet Dahlia och familjen nattflyn. Inga underarter finns listade i Catalogue of Life.